# Svartbröstad trast
Svartbröstad trast (Turdus dissimilis) är en asiatisk fågel i familjen trastar inom ordningen tättingar.

## Utseende och läten

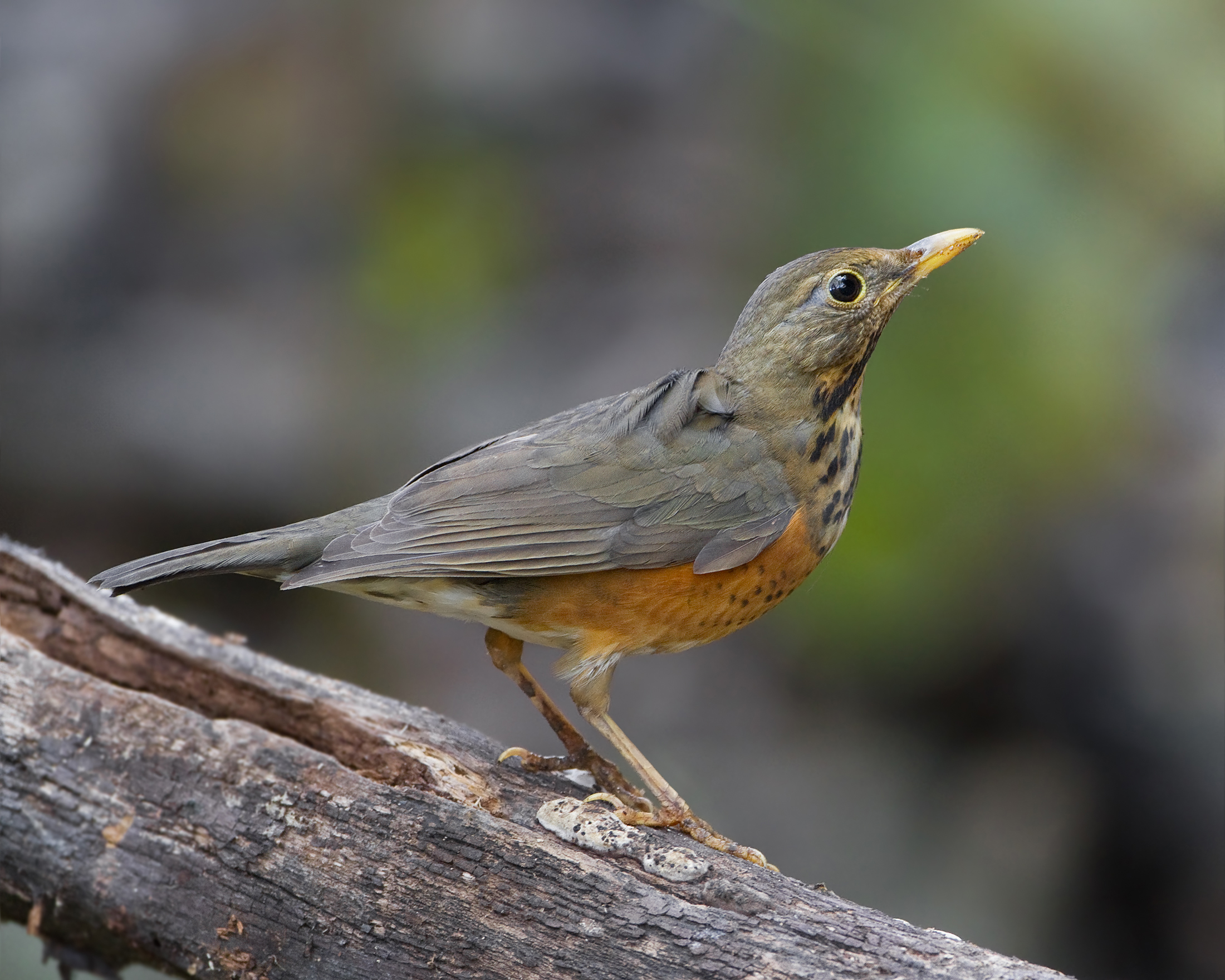
Hona i Chiang Mai, Thailand.

Svartbröstad trast är en medelstor (23 cm) asiatisk trastar. Hanen utmärker sig tydligt genom sin svarta huva och sitt svarta bröst, mörkt skiffergrå ovansida och rödorange bröst och flanker. Honan har en unik kombination av gulaktig näbb, brun huvud- och ovansida, dovt färgat bröst i grått och blekt rödbrun, svartaktiga fläckar på hals och bröst samt rödoranga flanker. Sången består av mjuka, vackra och lugna strofer med tre till sju toner.

## Utbredning och levnadssätt
Svartbröstad trast förekommer i bergstrakter från Assam till sydvästra Kina, norra Myanmar och norra Sydostasien i ekskogar, barrskogar, städsegröna lövskogar och ungskog mellan 1 220 och 2 500 meter över havet, vintertid ner till 400. Födan består av insekter, mollusker och bär. Den ses mestadels födosöka på marken, men besöker även träd som bär frukt. Häckning sker mellan april och juli i Indien, april–juni i Myanmar och maj–juni i Kina. Det skålformade boet av grön mossa och växtfibrer placeras en till sex meter ovan mark. Arten är stannfågel och förflyttar sig enbart lokalt.

## Systematik
DNA-studier visar att svartbröstad trast står närmast de asiatiska arterna svartvit trast, gråtrast, gråvingad trast och gråryggig trast. Den behandlas som monotypisk, det vill säga att den inte delas in i några underarter.

## Status och hot
Svartbröstad trast beskrivs som allmän till sällsynt i sitt utbredningsområde. Den antas minska på grund av habitatförstörelse. Internationella naturvårdsunionen IUCN kategoriserar arten ändå som livskraftig.